# Ecuaciones consistentes e inconsistentes
En matemáticas, y particularmente en álgebra, un sistema de ecuaciones (ya sea lineal o no lineal) se llama consistente si hay al menos un conjunto de valores para las incógnitas que satisface cada ecuación del sistema, es decir, cuando es sustituido en cada una de las ecuaciones, hacen que cada ecuación sea verdadera como identidad. Por el contrario, un sistema de ecuaciones lineal o no lineal se denomina inconsistente si no existe un conjunto de valores para las incógnitas que satisfaga todas las ecuaciones.
Si un sistema de ecuaciones es inconsistente, entonces las ecuaciones no pueden ser verdaderas juntas, lo que lleva a resultados contradictorios, como las afirmaciones falsas 2= 1, o {\displaystyle x^{3}+y^{3}=5} y {\displaystyle x^{3}+y^{3}=6} (lo que implicaría que 5 = 6).
Ambos tipos de sistemas de ecuaciones, consistentes e inconsistentes, pueden ser sobredeterminados (que tienen más ecuaciones que incógnitas), infradeterminados (que tienen menos ecuaciones que incógnitas) o exactamente determinados.

## Ejemplos simples

### Indeterminado y consistente
El sistema
{\displaystyle {\begin{aligned}x+y+z&=3,\\x+y+2z&=4\end{aligned}}}
tiene un número infinito de soluciones, todas ellas con z = 1 (como se puede ver restando la primera ecuación de la segunda) y, por lo tanto, todas tienen x + y = 2 para cualquier valor de x e y.
El sistema no lineal
{\displaystyle {\begin{aligned}x^{2}+y^{2}+z^{2}&=10,\\x^{2}+y^{2}&=5\end{aligned}}}
tiene una infinidad de soluciones, todas implicando que {\displaystyle z=\pm {\sqrt {5}}.}
Dado que cada uno de estos sistemas tiene más de una solución, es un sistema indeterminado.

### Indeterminado e inconsistente
El sistema
{\displaystyle {\begin{aligned}x+y+z&=3,\\x+y+z&=4\end{aligned}}}
no tiene soluciones, como se puede ver restando la primera ecuación de la segunda para obtener el resultado imposible 0 = 1.
El sistema no lineal
{\displaystyle {\begin{aligned}x^{2}+y^{2}+z^{2}&=17,\\x^{2}+y^{2}+z^{2}&=14\end{aligned}}}
no tiene soluciones, porque si se resta una ecuación de la otra se obtiene el resultado imposible 0 = 3.

### Exactamente determinado y consistente
El sistema
{\displaystyle {\begin{aligned}x+y&=3,\\x+2y&=5\end{aligned}}}
tiene exactamente una solución: x = 1, y = 2.
El sistema no lineal
{\displaystyle {\begin{aligned}x+y&=1,\\x^{2}+y^{2}&=1\end{aligned}}}
tiene las dos soluciones (x, y)= (1, 0) y (x, y)= (0, 1), mientras que
{\displaystyle {\begin{aligned}x^{3}+y^{3}+z^{3}&=10,\\x^{3}+2y^{3}+z^{3}&=12,\\3x^{3}+5y^{3}+3z^{3}&=34\end{aligned}}}
tiene un número infinito de soluciones porque la tercera ecuación es la primera ecuación más el doble de la segunda y, por lo tanto, no contiene información independiente. En consecuencia, se puede elegir cualquier valor de z y se pueden encontrar valores de x e y que satisfagan las dos primeras ecuaciones (y por lo tanto, la tercera).

### Exactamente determinado e inconsistente
El sistema
{\displaystyle {\begin{aligned}x+y&=3,\\4x+4y&=10\end{aligned}}}
no tiene soluciones. La inconsistencia se puede ver multiplicando la primera ecuación por 4 y restando la segunda ecuación para obtener el resultado imposible 0 = 2.
Así mismo,
{\displaystyle {\begin{aligned}x^{3}+y^{3}+z^{3}&=10,\\x^{3}+2y^{3}+z^{3}&=12,\\3x^{3}+5y^{3}+3z^{3}&=32\end{aligned}}}
es un sistema inconsistente porque la primera ecuación más el doble de la segunda menos la tercera contiene el resultado contradictorio 0 = 2.

### Sobredeterminado y consistente
El sistema
{\displaystyle {\begin{aligned}x+y&=3,\\x+2y&=7,\\4x+6y&=20\end{aligned}}}
tiene una solución, x= –1, y= 4, porque las dos primeras ecuaciones no se contradicen y la tercera ecuación es redundante (ya que contiene la misma información que se puede obtener de las dos primeras ecuaciones multiplicando cada una por 2 y sumándolas).
El sistema
{\displaystyle {\begin{aligned}x+2y&=7,\\3x+6y&=21,\\7x+14y&=49\end{aligned}}}
tiene una infinidad de soluciones, ya que las tres ecuaciones dan la misma información entre sí (como se puede ver multiplicando la primera ecuación por 3 o 7). Cualquier valor de y es parte de una solución, siendo el valor correspondiente de x 7 – 2y.
El sistema no lineal
{\displaystyle {\begin{aligned}x^{2}-1&=0,\\y^{2}-1&=0,\\(x-1)(y-1)&=0\end{aligned}}}
Tiene las tres soluciones (x, y)= (1, –1), (–1, 1), (1, 1).

### Sobredeterminado e inconsistente
El sistema
{\displaystyle {\begin{aligned}x+y&=3,\\x+2y&=7,\\4x+6y&=21\end{aligned}}}
es inconsistente porque la última ecuación contradice la información incluida en las dos primeras, como se ve al multiplicar cada una de las dos primeras por 2 y sumarlas.
El sistema
{\displaystyle {\begin{aligned}x^{2}+y^{2}&=1,\\x^{2}+2y^{2}&=2,\\2x^{2}+3y^{2}&=4\end{aligned}}}
es inconsistente porque la suma de las dos primeras ecuaciones contradice a la tercera.

## Criterios de coherencia
Como puede verse en los ejemplos anteriores, la consistencia frente a la inconsistencia es una cuestión diferente a comparar el número de ecuaciones e incógnitas.

### Sistemas lineales
Un sistema lineal es consistente si y solo si su matriz de coeficientes tiene el mismo rango que su matriz aumentada (la matriz de coeficientes con una columna adicional agregada, siendo esa columna el vector columna formado por las constantes).